# Monomorium tanysum
Monomorium tanysum är en myrart som beskrevs av Bolton 1987. Monomorium tanysum ingår i släktet Monomorium och familjen myror. Inga underarter finns listade i Catalogue of Life.